# 索科利尼基站 (大環線)
索科利尼基站（羅馬化：Sokolniki）是莫斯科地鐵大環線的一個車站，2023年啟用。可換乘索科利尼基線的索科利尼基站。